# Симитарра
Симитарра (исп. Cimitarra) — город и муниципалитет в северо-восточной части Колумбии, на территории департамента Сантандер. Входит в состав провинции Велес.

## История
Поселение, из которого позднее вырос город, было основано 12 марта 1922 года. Муниципалитет Симитарра был выделен в отдельную административную единицу в 1966 году.

## Географическое положение
Город расположен в юго-западной части департамента, в пределах правобережной части долины реки Магдалены, на расстоянии приблизительно 122 километров к юго-западу от города Букараманги, административного центра департамента. Абсолютная высота — 156 метров над уровнем моря.
Муниципалитет Симитарра граничит на северо-востоке с территорией муниципалитета Пуэрто-Парра, на востоке и юго-востоке — с муниципалитетом Ландасури, на юге — с муниципалитетом Боливар, на западе и северо-западе — с территорией департамента Антьокия. Площадь муниципалитета составляет 3165,94 км².

## Население
По данным Национального административного департамента статистики Колумбии, совокупная численность населения города и муниципалитета в 2015 году составляла 44 733 человека.
Динамика численности населения муниципалитета по годам:
| 2005   | 2006   | 2007   | 2008   | 2009   | 2010   | 2011   | 2012   | 2013   | 2014   | 2015   |
| ------ | ------ | ------ | ------ | ------ | ------ | ------ | ------ | ------ | ------ | ------ |
| 34 293 | 35 283 | 36 248 | 37 227 | 38 231 | 39 249 | 40 299 | 41 375 | 42 463 | 43 584 | 44 733 |

Согласно данным переписи 2005 года мужчины составляли 51,4 % от населения Симитарры, женщины — соответственно 48,6 %. В расовом отношении белые и метисы составляли 91,3 % от населения города; негры, мулаты и райсальцы — 8,7 %.
Уровень грамотности среди всего населения составлял 81 %.

## Экономика
Основу экономики Симитарры составляет сельское хозяйство.
60,1 % от общего числа городских и муниципальных предприятий составляют предприятия торговой сферы, 32,5 % — предприятия сферы обслуживания, 5,8 % — промышленные предприятия, 1,6 % — предприятия иных отраслей экономики.

## Транспорт
Через город проходит национальное шоссе № 62 (исп. Ruta Nacional 62).